# Quintus Marcius Philippus (consul in 186 en 169 v.Chr.)
Quintus Marcius Philippus (ca. 229 v.Chr. - ?) was een uit de patricische gens Marcia afkomstig Romeins politicus. Hij was praetor van Sicilia in 188, consul in 186 en 169 en censor in 164 v.Chr.

## Afkomst en eerste stappen in de politiek
Quintus Marcius Philippus was volgens de Fasti Capitolini de zoon van een zekere Lucius en kleinzoon van een zekere Quintus. Deze laatste was zeer waarschijnlijk de consul van 281 v.Chr., Quintus Marcius Philippus.
Aangezien Marcius in 169 v.Chr. werd gezegd ouder dan zestig te zijn geweest, moet zijn geboorte rond 229 v.Chr. worden gedateerd. Dientengevolge nam hij waarschijnlijk aan de tweede helft van de Tweede Punische Oorlog tegen Hannibal deel. Hij nam in 188 v.Chr. als praetor het bestuur over de provincia Sicilia op.

## Eerste consulaat in 186 v.Chr.

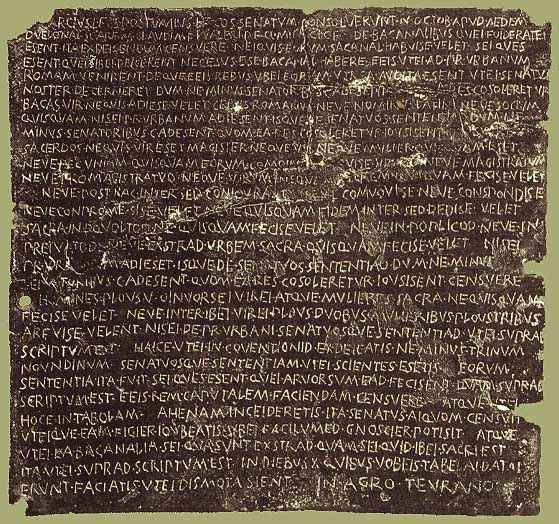
Bronzen plaat met het senatusconsultum de Bacchanalibus.

Slechts twee jaar nadat hij praetor was geweest, wist Quintus het consulaat te verwerven, dat hij in 186 v.Chr. samen met Spurius Postumius Albinus bekleedde. Naar verluidt werd tijdens hun consulaat door de aangifte van een zekere Publius Aebutius bij consul Postumius de in Italië wijd verspreid, uit de Griekse wereld afkomstige mysteriecultus van de Bacchanalia aan het licht gebracht, waarvan de talrijke aanhangers naar men beweerde orgieën hielden en ernstige misdaden pleegden. Beide consuls, die door de senaat met het onderzoek van deze voorvallen en de bestraffing van de deelnemers aan deze cultus waren belast, reisden hiervoor dwars door Italië. De Romeinse geschiedschrijver Titus Livius geeft een gedetailleerd verslag over de ontdekking en bestrijding van deze cultus door de consuls, en hun in deze zaak aan de Italische bondgenoten in de Ager Teuranus (huidige Tiriolo) in Bruttium gegeven bevelen zijn als senatusconsultum de Bacchanalibus op een bronzen plaat overgeleverd.
Marcius wist zijn opdracht sneller tot een goed einde te brengen dan zijn collega. Daarop trok hij naar Liguria, die als provincia aan beide consuls was toevertrouwd. Hij trok op tegen de Apuani, maar werd door hen in een verlaten en smal bosrijk dal gelokt en daar aangevallen. Daarbij moest hij een gevoelige nederlaag incasseren en zich terugtrekken. Ter geheimhouding van zijn verlies van 4000 soldaten, beval hij de rest de hem toevertrouwde troepen naar hun kamp terug te keren en bleef tot het eind van zijn consulaat ver verwijderd van Rome. Toch wist hij blijkbaar zijn nederlaag niet geheim te houden, want de plaats waar hij deze had geleden, werd kort daarop Marcius Saltus ("Marcius Bergwoud" of "Marcius Bosrijk Dal") genoemd.

## Gezant
Op vraag van de senaat ondernam Marcius begin 183 v.Chr. een gezantschapsreis naar koning Philippus V van Macedonië en de Peloponnesos. Volgens Livius had reeds Marcius' vader met deze Macedonische koning een gastvriendschap aangeknoopt. Dit was waarschijnlijk ook de reden waarom de senaat ervoor koos om Marcius naar Philippus V te zenden. Deze laatste moest op bevel van de Romeinse gezanten oudere en nieuwe vorderingen van Rome nakomen en zijn soldaten uit de kuststeden van Thracië terugtrekken om geen nieuwe oorlog te riskeren. Op de Peloponnesos aangekomen, slaagde Marcius er niet in om de Achaeërs te doen afzien van hun geplande oorlog tegen Messene en in plaats daarvan de Romeinse senaat als bemiddelaar in het conflict te laten optreden. Hij bracht na zijn terugkeer in Rome beging 182 v.Chr. verslag uit over zijn inschatting van de toestand van de door hem bereisde gebieden in Macedonië en Griekenland. De antwoorden van de senaat aan de gezanten van de Achaeërs, Spartanen en Macedonische koning, wier plannen de Romeinen zeer verontrustten, werden op basis van zijn analyse aangepast. Blijkbaar had hij deze intenties van Philippus V echter door geheime activiteiten al doeltreffend voorkomen.
Marcius werd in 180 v.Chr. tot decemvir sacris faciundis verkozen. Waarschijnlijk stierven kort daarop enkele leden van dit college omdat hij al in 174 v.Chr. aan het hoofd van deze stond en in deze hoedanigheid overeenkomstig de Sibillijnse boeken een plechtige eed aflegde in de hoop hierdoor een ernstige pestepidemie een halt te kunnen toeroepen.
Marcius trok twee jaar later opnieuw aan het hoofd van een gezantschap - waarvan Aulus Atilius Serranus en drie jongere Romeinen, namelijk Publius en Servius Cornelius Lentulus alsook Lucius Decimius deel uitmaakten - naar Griekenland. In die tijd had Rome zich voor een strijd tegen de sinds 179 v.Chr. aan de macht zijnde koning Perseus van Macedonië uitgesproken, zonder zich echter reeds voldoende op deze confrontatie te hebben voorbereid. De historicus Friedrich Münzer dateert deze diplomatieke reizen van Marcius door de gegevens van Polybios en Livius met elkaar te vergelijken in de laatste maanden van 172 v. Chr. De vijf Romeinse gezanten reisden eerst gezamenlijk samen met duizend soldaten naar Korfoe. Daar zouden hun wegen scheiden. Decimius werd naar koning Genthios in Illyrië gestuurd, de beide Lentuli reisden over Kephallonia naar het zuiden van Griekenland, terwijl Noord- en Midden-Griekenland door Atilius en Marcius werd bezocht, die daarna op de Peloponnesos weer met de beide Lentuli zouden bijeenkomen.
Perseus protesteerde tegen het feit dat de Romeinse gezanten met soldaten in hun gevolg in Griekenland verschenen; zijn protest bereikte hen nog toen ze op Korfoe waren, maar hij werd slechts snel mondeling van antwoord gediend. Atilius en Marcius voerden positieve onderhandelingen met drie koina van verscheidene Griekse staten, die ze te Gitanae in Epirus (koinon van de Epiroten), op een niet bij naam vermelde plaats in Aetolië (koinon van de Aetoliërs) en te Larisa in Thessalië (koinon van de Thessaliërs) ontmoeten. In dit laatste land ontvingen de Romeinse diplomaten ook gezanten van de Acarnaniërs en Romeinsgezinde Boeotiërs en stelden hen als ze zich ook in de toekomst positief lieten opvallen een goede verhouding met Rome in het vooruitzicht. Vervolgens werd aan de Macedonische koning een zorgvuldig voorbereid persoonlijk gesprek met de Romeinen verleend, dat aan de Pinios plaatsvond. Het verloop van deze ontmoeting is vrij goed bekend, omdat beide partijen er later verslag over zouden uitbrengen: Marcius aan de senaat en Perseus in brieven aan de Rodiërs. De delegatieleider zette eerst tegenover de Macedonische koning de Romeinse beschuldigingen en redenen voor een militaire confrontatie uiteen (over dewelke hij toentertijd ook Delphi en andere Griekse mogendheden had geïnformeerd), vervolgens verdedigde Perseus zijn standpunt en er werd overeengekomen dat hij opnieuw Macedonische diplomaten naar Rome zou zenden om gesprekken te voeren en intussen geen vijandige stappen meer zou ondernemen. Als slimme en gewetenloze onderhandelaar had Marcius zijn landgenoten door Perseus een valse hoop op vrede voor te spiegelen een aanzienlijke tijdswinst verschaft om de nodige toerustingen voor een oorlog te doen. Hij beroemde zich om zijn list, maar moest van een deel van de senatoren hij ook kritiek voor incasseren. Na de voortzetting van zijn reis met Atilius van Thessalië naar Boeotië, ging hij daar op even intrigante wijze te werk en kon er de verschillende posities van de afzonderlijke partijen zozeer tegen elkaar uitspelen dat de Boeotische Bond er haast door uiteenviel. Hij begaf zich dan samen met zijn collega's op weg naar Argos, waar hij de Achaeërs ertoe kon bewegen om tot de aankomst van Romeinse strijdkrachten een garnizoen van 1000 man sterk in Chalkis te stationeren. Hierna keerden Atilius en Marcius terug naar Italië.
Hoewel vele senatoren Marcius' handelswijze afkeurden, keurde het merendeel van hen het goed en zond de bekwame diplomaat kort na zijn terugkeer - begin 171 v.Chr. - met een kleine oorlogvloot terug naar Griekenland, waarbij hij grotendeels naar eigen goeddunken mocht handelen. Hij veroverde Alope, wou daarna Larissa Kremaste bezetten en landde ten slotte in Chalkis, waar zich ook andere vloten van bondgenoten hadden verzameld. Vermoedelijk nam hij dan echter de volgende twee jaar niet of slechts in geringe mate aan de oorlog tegen Perseus deel, tot hij in 169 v.Chr. wegens politieke veranderingen in Rome voor de tweede keer als consul kon aantreden.

## Tweede consulaat in 169 v.Chr.
Terwijl zijn collega-consul, Gnaius Servilius Caepio, Italia als provincia ontving, kreeg Marcius in de leiding over de landoorlog toegewezen en zijn verwant Gaius Marcius Figulus als praetor de leiding over de zeeoorlog tegen Macedonië toegekend. De Romeinen vertrouwden op Marcius' vaardigheden, daar de Derde Macedonische Oorlog tot dan toe teleurstellend was verlopen. De naar het oosten uitgezonden consul kreeg ook de volmacht om naar eigen inzicht in de oorlog tussen de Ptolemaeën en Seleuciden in te grijpen.
Marcius reisde begin 169 v.Chr. - zo vroeg als maar mogelijk was - met versterkingen vanuit Rome af naar Brundisium, waar hij en zijn verwant Marcius Figulus in de drie dagen tijd naar Actium in Acarnanië zeilden. Vanuit Ambracia marcheerde de consul over land naar Thessalië, waar hij Palaiopharsalos de consul van 168 v.Chr., Aulus Hostilius Mancinus, aantrof om er het commando over zijn troepen en die van de Romeinse bondgenoten over te nemen. Hij richtte zich nu tot zijn leger en hield hen Perseus' vermeende misdaden voor, somde alle redenen voor de oorlog op en wees hen erop dat Rome's macht beduidend groter was dan die van Macedonië. In een krijgsraad werd besloten om niet langer in Thessalië te blijven, maar met de landstrijdkrachten naar Macedonië op te rukken, dat door de eveneens op de krijgsraad aanwezige vlootcommandant Marcius Figulus tezelfdertijd vanop zee zou worden aangevallen. Reeds tien dagen nadat hij de leiding had overgenomen over de troepen van zijn voorganger, trok consul Marcius richting Perrhaebië en trok tussen Azoros en Doliche aan de Europos zijn legerkamp op.
Toen kwam de latere geschiedschrijver Polybios in zijn hoedanigheid als leider van een delegatie van de Achaeïsche Bond naar het Romeinse legerkamp om aan Marcius mee te delen dat de Bond bereid was hem militaire ondersteuning te bieden. Doch begon de consul eerst de aanval op Macedonië, alvorens Polybios hem het aanbod van de Bond mocht voorleggen. Hoewel Marcius weliswaar zei deze militaire hulp niet meer nodig te hebben, nam Polybios - nadat zijn medegezanten waren vertrokken - toch aan zijn zijde aan de Romeinse aanvallen op Perseus deel. Zijn geloofwaardig ooggetuigenverslag werd in het bijzonder door Livius en Appianus gebruikt en maakt een precieze reconstructie van het krijgsverloop inclusief de opheldering van geografische vragen mogelijk. Zo kon de Griekse historicus uit eigen ervaring meedelen dat Marcius met onvermoeibare energie dezelfde inspanningen als zijn soldaten op de koop toe nam, hoewel hij reeds meer dan zestig jaar oud was en behoorlijk gewichtig was. Bovendien gaf de consul volgens Polybios toe, dat slechts een klein aantal aanvallers al afdoende zou zijn geweest om zijn leger bij de lastige afdaling van de Olympus volledig te verslaan. De historicus F. Münzer deelt niet de mening van sommige onderzoekers dat Polybios vanwege een belediging de consul opzettelijk ongunstig over hem zou hebben beoordeeld.
Hoewel de strategische prestatie van de consul niet als schitterend kan worden beoordeeld, was hij toch in staat de oorlog naar Macedonië zelf over te brengen. Hij slaagde hierin door vanuit Perrhaebia over moeilijke bergpaden van de berg Olympus naar Zuid-Macedonië door te stoten. 4000 soldaten onder het bevel van Quintus Marcius Philippus, de zoon van de consul, en de legatus Marcus Claudius Marcellus vormden de voorhoede. Zij namen de weg over een pas, die in de buurt van het Askuris-meer (huidige Nezeros) lag en sloegen hun legerkamp op een berg ten oosten van het meer op, tegenover het 12000 man sterke Macedonische leger onder generaal Hippias. Vervolgens werd dit aan de consul gemeld en daarop rukte deze met het hoofdleger op. Maar omdat het gevecht tussen de steile en ruige bergen de Romeinen niet toestond hun militaire superioriteit ten volle te benutten, konden ze zelfs na twee dagen nog steeds niet het Macedonische leger niet uit zijn positie verdrijven. Daarom probeerde de consul te achterhalen of de afdaling in een andere richting mogelijk was, waarbij hij geniesoldaten eerst een weg moest laten banen. Ter beveiliging van de afdaling werd de tribunus militum Marcus Popillius Laenas met een contingent op de bergkam achtergelaten. De weg naar de vlakte was erg lastig omdat de Romeinen langs steile en dichtbegroeide hellingen moesten afdalen. Voor de krijgsolifanten werden zelfs kunstmatige bruggen gebouwd om de afdaling in zeer steil terrein te vergemakkelijken. Volgens Marcius zou zijn leger in deze precaire situatie door een vijandige aanval kunnen worden weggevaagd. Ten slotte bereikten de Romeinen dieper gelegen regio's en na de aankomst van Popillius zette het herenigde leger zijn weg voort en bereikte vier dagen na het begin van zijn afdaling de streek tussen Herakleion en Leibethra. Daar werd een legerkamp opgericht. Het feit dat de legioenen er daadwerkelijk in geslaagd waren naar de vlaktes van Zuid-Macedonië af te dalen, verontrustte Perseus navenant.
Marcius slaagde er evenwel amper in om de succesvolle inval in Zuid-Macedonië verder uit te buiten. Hij nam Dion zonder slag of stoot in, rukte dan verder door in Piëria en zocht bij de Macedoniërs door een deze ontziende behandeling een gunstige indruk op te wekken. Vanwege de grote bevoorradingsproblemen, keerde hij echter kort daarop terug, ontruimde ook Dion en sloeg terug zijn kamp op aan de monding van de Peneios. Daar kon hij de bevoorrading vanuit Thessalië alsook van over zee veiligstellen. Hij gebruikte eerder diplomatieke dan militaire middelen om de gespannen situatie te ontmijnen.
Marcius lijkt zich tegenover sommige Griekse staten erg verraderlijk te hebben gedragen. Een delegatie van Rodos, die door Agepolis werd aangevoerd, werd door de consul aangeraden om als neutrale staat voor zowel Rome als haar tegenstander in de oorlog, Perseus, een rol als bemiddelaar op te nemen. Het stond haast vast dat men op een dergelijk voorstel in Rome mistrouwig zou reageren, zodat de raad van Marcius enkel als arglistig kan worden beschouwd. Daarnaast gaf hij aan Polybios bij zijn vertrek de opdracht dat de Achaeërs aan Appius Claudius Centho, die op dat moment in Epirus een militaire expeditie aanvoerde, niet de gevraagde 5000 soldaten moesten leveren. Een weinig later, in de winter van 169/168 v.Chr., zond hij brieven naar de Achaeërs om hen daarin te vragen om over te gaan tot bemiddeling in het conflict tussen Antiochus IV en de Ptolemaeën in plaats van militaire steun te geven aan deze laatste. De uitvoering van beide verzoeken zou alleen maar leiden tot een vervreemding van de Achaeërs van Rome. In tegenstelling tot zijn hoofdbron vermeldt Livius dat volgens de Romeinse annalist Valerius Antias Marcius een slechte relatie met zijn bondgenoot Eumenes II van Pergamon zou hebben gehad.
Toch richtten de Achaeërs te Olympia een standbeeld van Marcius op om hem voor zijn verdiensten te eren. Een gouden laurierkrans was anderzijds een wijgeschenk van de consul voor Delos.
Aan het einde van zijn ambtstermijn, droeg Marcius begin 168 v.Chr. aan de nieuwe consul, Lucius Aemilius Paullus Macedonicus , het opperbevel over de oorlog tegen Macedonië over, maar het precieze verloop van deze commandowissel is ons omwille van de fragmentarische staat van boek XLIV van de geschiedenis van Livius niet bekend. Het feit dat de nieuwe opperbevelhebber echter heel snel de oorlog zegevierend wist te beëindigen, stond in schril contrast met de inactiviteit van Marcius na zijn succesvolle invasie in Zuid-Macedonië, en schildert samen met zijn succesloze militaire champagne tijdens zijn eerste consulaat tegen de Apuani geen al te fraai beeld van zijn talenten als veldheer.

## Censor in 164 v.Chr.
Ondanks zijn niet zo spectaculaire militaire verdiensten werd Marcius uit erkenning voor zijn verdiensten voor de Republiek in 164 v.Chr., samen met de zegevierende Perseusbedwinger Aemilius Paullus het hoge ambt van censor toegekend. Het is bekend dat hij zich in deze functie erom bekommerde de openbare plaatsen te verfraaien. Zijn overlijdensdatum is niet geweten.